# 1696
Évszázadok: 16. század – 17. század – 18. század
Évtizedek: 1640-es évek – 1650-es évek – 1660-as évek – 1670-es évek – 1680-as évek – 1690-es évek – 1700-as évek – 1710-es évek – 1720-as évek – 1730-as évek – 1740-es évek
Évek: 1691 – 1692 – 1693 – 1694 –  1695 – 1696 – 1697 – 1698 – 1699 – 1700 – 1701

## Események

### Határozott dátumú események
- január 19. – Országgyűlés Marosvásárhelyen.
- augusztus 27. – I. Lipót a Magyar Kamarát a bécsi Udvari Kamara alá rendeli.
- november 4. – Máriapócsi Mária kegykép könnyezése [forrás?]

### Határozatlan dátumú események
- az év folyamán – Tűzvész Eperjesen.

## Születések
- március 5. – Giovanni Battista Tiepolo olasz festő († 1770)
- március 17. – Németújvári gróf Batthyány Lajos, az utolsó magyar származású nádor († 1765)
- augusztus 2. – I. Mahmud, az Oszmán Birodalom 25. szultánja († 1754)

## Halálozások
- június 17. – Sobieski János lengyel uralkodó (* 1629)